# シューメーカー・レヴィ第9彗星

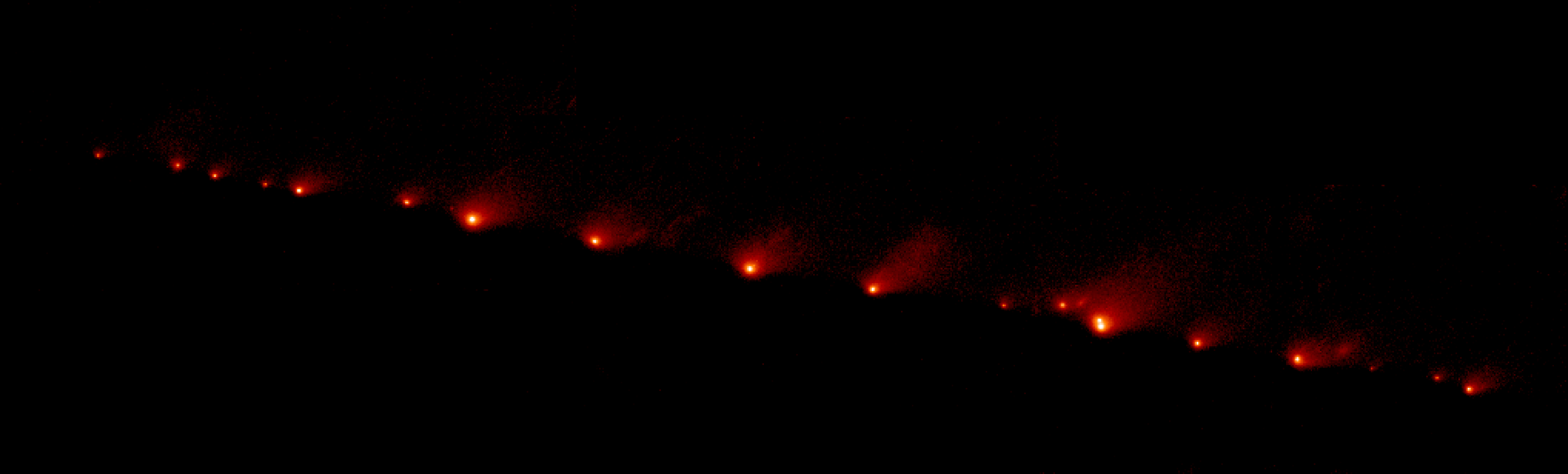
ハッブル宇宙望遠鏡が撮影したシューメーカー・レヴィ第9彗星

シューメーカー・レヴィ第9彗星（シューメーカー・レヴィだいきゅうすいせい、英語：Comet Shoemaker–Levy 9）は、1994年に木星に衝突したことで有名な彗星である。識別符号は D/1993 F2（Dは消滅した彗星を表すプレフィックス）。シューメーカー・レビー第9彗星、シューメーカー・リビー第9彗星などとも呼ばれ、SL9と略称される。

## 発見
1993年3月24日8時頃（協定世界時）に、パロマー天文台で観測中のユージン・シューメーカー、キャロライン・シューメーカー夫妻とデイビッド・レビーによっておとめ座に発見された。通常の彗星とは異なり、彗星核は長さが1分ほどの棒状に見え、棒の中に幾つかの点が光って見えた。
発見して間もなく、観測データから軌道を計算した結果、いくつかの興味深いことが判明した。
- 木星の周りを回る軌道を通っており、彗星が惑星に捕獲される現象が実際に観測されるのはこれが初めてであった。
- 過去の軌道を計算すると、1917年に土星に接近し、太陽系のより内側へと軌道が変わり、1960年頃に木星に捕獲され、1992年7月には木星にその直径の1.2倍まで接近していたらしい。この木星への接近の際にロッシュ限界を突破、潮汐力によって核が砕け、少なくとも21個の破片が連なっている。核が棒状に見えたのはこのためであった。
- 更に、1994年7月には木星に衝突する。この木星への衝突は、中野主一と村松修により世界で最初に予報・指摘された[1]。彼はこの功績で後に文部大臣から感謝状を贈られている。

## 衝突

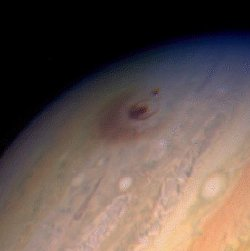
木星に残った衝突痕

彗星の分裂核は、1994年7月16日から7月22日までの間に、相次いで木星の大気上層に衝突した。これは史上初めて多数の人々が目撃した、地球大気圏外での物体の衝突の瞬間であった。
この衝突は地球から見て木星の裏側、輪郭から見て数度向こう側で起きたため直接の観測はできなかったが、衝突時の閃光が木星の衛星に反射されたものを観測するほか、わき上がるきのこ雲の観測、赤外線による閃光の観測などが行われた。観測には地上の巨大望遠鏡と、ハッブル宇宙望遠鏡やガリレオ探査機などの人工衛星が動員された。衝突痕は小型望遠鏡でも観測できたため、各地でも観測会が開かれた。撮影された写真は、衝突から数時間以内に、当時普及しつつあったインターネット上で公開された。
衝突後の衝突痕には木星大気の下部からわき上がってきた物質が含まれており、木星大気の研究に貢献した。また衝突痕は地球と同じサイズのものもあった。
当時、この規模の彗星が木星に衝突するのは約1000年に一度の稀な現象であるとされたが、1690年にジョヴァンニ・カッシーニが木星表面にSL9の衝突痕とよく似た斑点を観測していたことが、1997年になって日本人による調査で判明した。さらに、2009年にも幅500mの天体が衝突したと推定される衝突痕が発見されている。

## 幻の発見
シューメーカー夫妻らによるSL9発見の報を聞いた北海道の天文家、渡辺和郎・円館金らは愕然となった。SL9の発見位置が、彼らが数日前に小惑星捜索のために撮影した捜索写真の中央位置と一致したからである。調べた結果、3月15日と20日に円館が撮影した写真の中央に、まさにSL9が写っていた。彼らは小惑星の捜索に気を取られて、潰れた形のSL9を系外銀河と勘違いしてしまったのである。この話の詳細は、渡辺の『小惑星ハンター』（誠文堂新光社）に載っている。

## 天体観測への影響
古来天体観測者の間では、新天体の発見、特に彗星の発見は大きな目標の一つとされ、1990年代半ばまではアマチュア天文家が発見に多大な貢献をなしていた。しかし、シューメーカー・レヴィ第9彗星の木星衝突により、それまでは可能性として語られるだけだった地球への天体衝突が、現実の問題として急浮上されることとなった。この問題への対処のため、学術機関による積極的な観測が開始され、自動観測技術の向上、人工衛星からの写真分析などもあいまって、1990年代後半以降は個人による彗星・小惑星の発見は難しいものとなった。これにより、天体の第一発見者となることを目標とするアマチュア天文家は、観測対象を変更する者が相次いだ。
日本において、2000年以降に板垣公一をはじめとした観測者の新星・超新星の発見が激増しているのは、この影響である。

## シューメーカー・レヴィ第9彗星が登場する作品
- 『ジーンダイバー』 - 実写とCGを併用したアニメ作品
- 『はるかなる木星へ-AROUND JUPITER-』 - プラネタリウム作品
- 『SL9』 - 楽曲（スキマスイッチ4thアルバム『ナユタとフカシギ』収録）
- 『夢降るラビット・タウン』 - ますむらひろしの漫画作品
- 『プラネテス』 - 幸村誠の漫画作品
- 『爆竜戦隊アバレンジャー』 - 特撮番組。34話で敵が木星を地球に衝突させようとした際、天文学者が人類の科学力では木星の軌道を変えることが不可能な例として本彗星の衝突を引き合いに出した。